# Literatura em Viagem
Das Livros em Viagem (portugiesisch für „Bücher auf Reisen“), häufig LeV oder LEV abgekürzt, ist ein internationales Literaturfestival in Portugal. Es findet alljährlich im Mai in der nordportugiesischen Stadt Matosinhos statt und widmet sich der Entwicklung der Literatur im Allgemeinen und der Reiseliteratur im Besonderen. Austragungsort sind die Räume der städtischen Bibliothek, die Biblioteca Municipal Florbela Espanca, die der 1930 in Matosinhos gestorbenen Schriftstellerin Florbela Espanca gewidmet ist.

## Geschichte und Ausrichtung
Das Festival wird seit 2007 von der Stadtverwaltung Matosinhos veranstaltet, mit Lesungen, Autorengesprächen, Podiumsdiskussionen, Büchertischen und Präsentationen, begleitet von Begleitprogramm wie Musik. Es hat sich ein Zitat des portugiesischen Literaturwissenschaftlers und Philosophen Eduardo Lourenço zum Motto gemacht, der sagte: „Wichtiger als das Ziel ist die Reise.“ (port. Original: Mais importante que o destino é a viagem.). In diesem Sinne geht es um geografische und geistige Reisen.
Zudem wendet sich das Festival, unter dem Titel LeVZinho mit einem eigenen Programmteil für Kinder- und Jugendliteratur, verstärkt einem jungen Publikum zu, mit Workshops, Lesungen und anderem.
Nach zwei eingeschränkten Ausgaben 2020 (nur online) und 2021 (online und eingeschränkte Präsenz) auf Grund der COVID-19-Pandemie fand es 2022 wieder ganz in Präsenz statt.

## Autoren (Ausgabe 2022)
Vom 9. bis 15. Mai 2022 fand die 16. Ausgabe des Festivals statt. Es waren etwa 30 Namen zu Gast, darunter Benjamin Moser (USA), Alberto Manguel (Argentinien), Tatiana Salem Levy (Brasilien), Frederico Lourenço, Afonso Cruz, Lira Neto, Afonso Reis Cabral, José Milhazes, Francisco José Viegas, Carlos Fino und Patrícia Müller (alle Portugal). Das Programm LeVZinho für Kinder- und Jugendliteratur zählte mit den Autorinnen und Illustratorinnen Raquel Patriarca, Adélia Carvalho, Joana Estrela, Marta Madureira und Cátia Vidinhas.